# Camponotus lasiselene
Camponotus lasiselene är en myrart som beskrevs av Wang och Wu 1994. Camponotus lasiselene ingår i släktet hästmyror, och familjen myror. Inga underarter finns listade.